# Оманско-пакистанские отношения
Оманско-пакистанские отношения — двусторонние дипломатические отношения между Оманом и Пакистаном.

## История
8 сентября 1958 года Пакистан приобрел у Омана город Гвадар за 5,5 млрд. рупий. 8 декабря 1958 года суверенитет Пакистана распространился на Гвадар, который был в составе Омана с 1783 по 1958 год. Большая часть денежных средств на совершение сделки поступила от пакистанских бизнесменов, оставшуюся часть правительство внесло из налоговых поступлений.
2 марта 2010 года премьер-министр Пакистана Юсуф Реза Гилани заявил, что Пакистан и Оман всегда поддерживают друг друга и это является проявлением братских и дружеских отношений. Он выразил уверенность, что создание Совместного делового совета будет способствовать развитию торговых отношений. Также, Юсуф Реза Гилани поблагодарил султана Омана Кабуса бен Саида за поставку шести автомобилей скорой помощи для беженцев, а также за финансовую поддержку в размере 10 млн. долларов США.
В марте 2015 года Комиссия ООН по границам континентального шельфа подтвердила право Пакистана на 50 000 квадратных километров прибрежной морской зоны. Правительство Омана поддержало решение Комиссии ООН, хотя часть морской территории этой страны отошла под юрисдикцию Пакистана. В апреле 2015 года правительство Пакистана официально поблагодарило Султанат Оман за его участие в спасении 12 пакистанских граждан, бежавших от боевых действий в Йемене.

## Торговые отношения
В 2004 году объём товарооборота между странами составил сумму 8 млн. долларов США. В 2010 году товарооборот между странами значительно вырос и составил сумму 286 млн. долларов США.